# Sazomín
Sazomín (deutsch Sasomin, älter auch Sesemin) ist eine Gemeinde in Tschechien. Sie liegt sieben Kilometer südöstlich von Žďár nad Sázavou und gehört zum Okres Žďár nad Sázavou.

## Geographie
Sazomín befindet sich in der Böhmisch-Mährischen Höhe unterhalb der Einmündung des Baches Hornovský potok an der Oslava. Durch den Ort führt die Staatsstraße I/37 von Žďár nad Sázavou nach Křižanov. Östlich verläuft die Eisenbahnstrecke Havlíčkův Brod – Tišnov. Im Osten erheben sich die Skály (629 m)
und Na Kopci (589 m), westlich der Zemanův kopec (558 m).
Nachbarorte sind Jámy und Hlinné im Nordosten, Řečice und Hodíškov im Osten, Obyčtov im Südosten, Ostrov nad Oslavou im Süden, Kotlasy im Südwesten, Březí nad Oslavou und Nové Veselí im Westen sowie Budeč und Radonín im Nordwesten.

## Geschichte
Das Dorf wurde wahrscheinlich in der zweiten Hälfte des 13. Jahrhunderts im Zuge der Kolonisationstätigkeit der Herrschaft Křižanov angelegt und seinem Lokator Sezema benannt. Erstmals urkundlich erwähnt wurde Sesemin 1317, als Jan von Meziříčí das Dorf dem Zisterzienserkloster Saar schenkte.
Nach der Aufhebung der Patrimonialherrschaften bildete Sazomín ab 1850 eine Gemeinde im politischen Bezirk Neustadtl. 1925 wurde die Schule erbaut. In den Jahren 1929 und 1930 erfolgte der Bau der Fernverkehrsstraße zwischen Ždírec nad Doubravou und Velká Bíteš. Seit 1949 gehört die Gemeinde zum Okres Žďár nad Sázavou. In den 1970er Jahren wurde die Schule geschlossen. 1980 erfolgte die Eingemeindung nach Žďár nad Sázavou. Seit 1990 besteht die Gemeinde Sazomín wieder. Sazomín führt ein Wappen und ein Banner.

## Gemeindegliederung
Für die Gemeinde Sazomín sind keine Ortsteile ausgewiesen.

## Sehenswürdigkeiten
- Glockenturm, der hohe schlanke Bau stammt aus der Mitte des 19. Jahrhunderts
- Vierseithöfe
- Steinerne Kreuze am Dorfplatz, aufgestellt 1912 und 1922
- Mäander der Oslava und Eisenbahnviadukt, östlich des Dorfes